# Рогозинский, Николай Владимирович
Николай Владимирович Рогозинский (13 декабря 1886 — 1941) — большевик, участник установления Советской власти на территории Белорусских губерний и Западного фронта, член Весроссийского учредительного собрания, председатель Тамбовского губкома, торговый представитель СССР в Норвегии.

## Биография

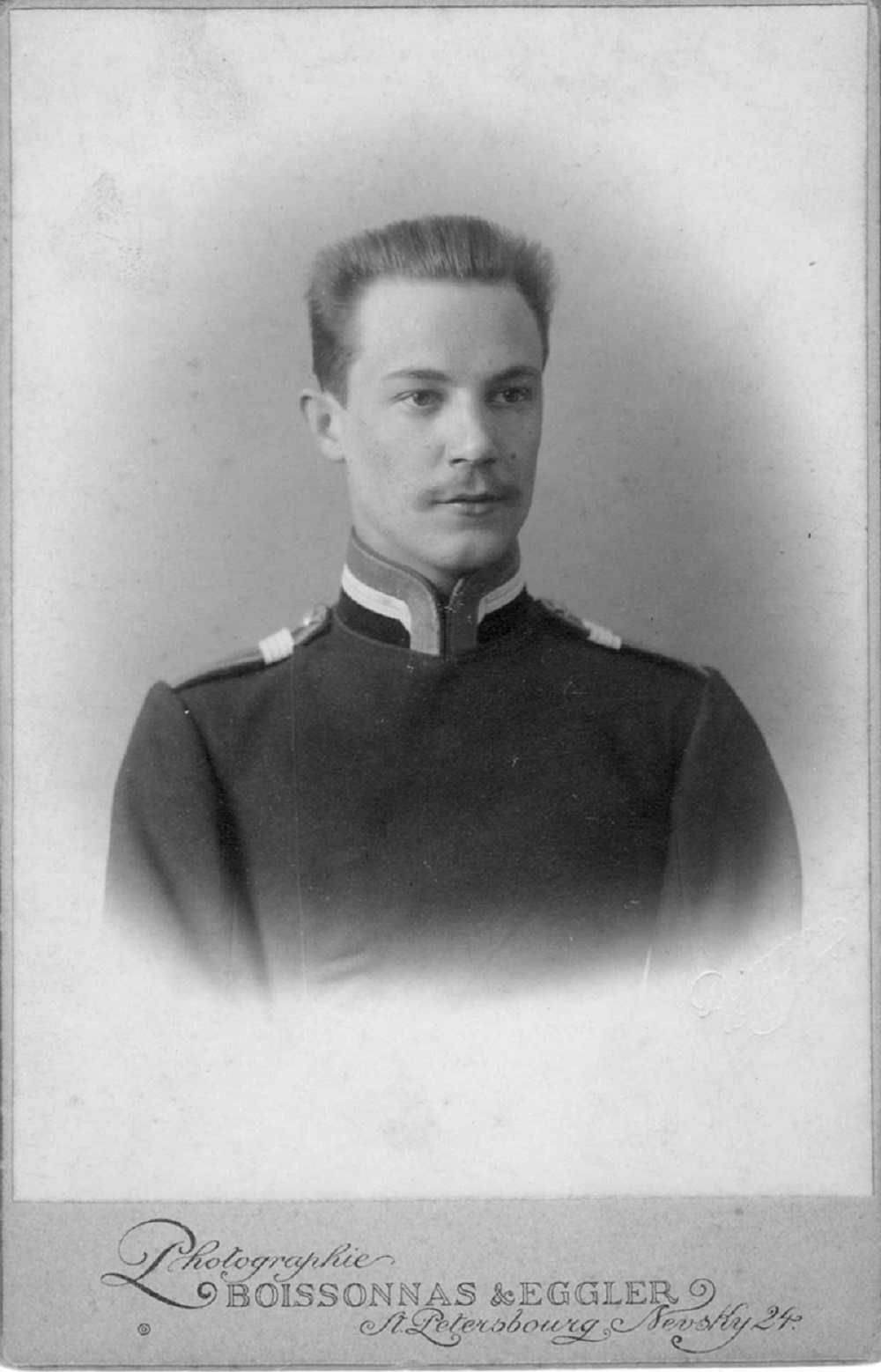
Николай Рогозинский, юнкер Михайловского училища, 1904—1907 гг.

Родился в Курской губернии. Отец подполковник Владимир Флорианович Рогозинский из Киевских дворян. В 1904 году окончил в Полоцкий кадетский корпус, и поступил в Михайловское артиллерийское училище. По окончании училища из портупей-юнкеров выпущен в 44-ю артиллерийскую бригаду подпоручиком со старшинством с 22.04.1905 (ВП 28.04.1907). 1 сентября 1909 года произведён из подпоручиков в поручики со старшинством с 22.04.1909, служил в этом чине в 44-й артиллерийской бригаде. Тогда же, в 1910 году, стал анархо-синдикалистом.
В 1914 году закончил юридический факультет Императорского Московского университета.

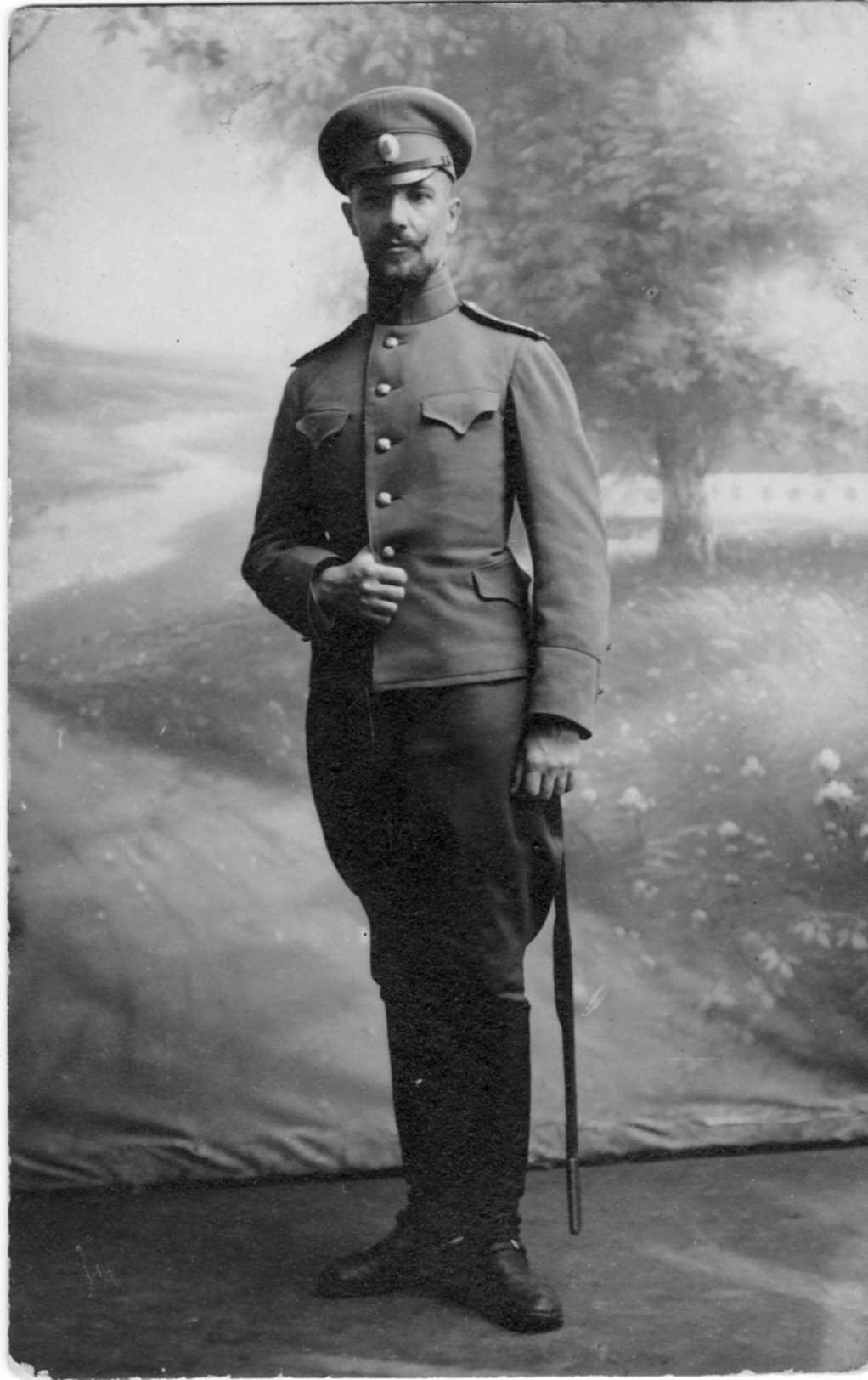
Н. Рогозинский, поручик 8-й Сибирской артиллерийской бригады, 1914 г.

Во второй половине 1914 года призван из запаса в 8-ю Сибирскую стрелковую артиллерийскую бригаду в чине поручика. За 1915 получил три ордена, и ещё один в январе 1917 года. 6 марта 1917 года произведён Приказом Временного правительства армии и флота в штабс-капитаны с оставлением в запасе легкой артиллерии.
Возглавлял армейский комитет армии Западного фронта, руководил революционной работой среди солдат 3-го Сибирского корпуса 2-й армии. С апреля 1917 года член РСДРП(б). После Февральской революции 1917 года возглавил большевистский комитет в корпусе.
Во время Октябрьской революции 1917 года был председателем военно-революционного комитета (ВРК) 2-й армии и членом бюро ВРК Западного фронта, председателем Президиума Исполкома Советов Западной области и фронта. С декабря 1917 года председатель ВРК при Штабе Верховного Главнокомандующего. Участник гражданской войны. Далее на административно-хозяйственной работе.
С 8 по 16 августа (26 июля по 3 августа) 1917 года делегат с совещательным голосом от парторганизации 3-го Сибирского корпуса на VI-м съезде РСДРП(б), проходившем полулегально в Петрограде.

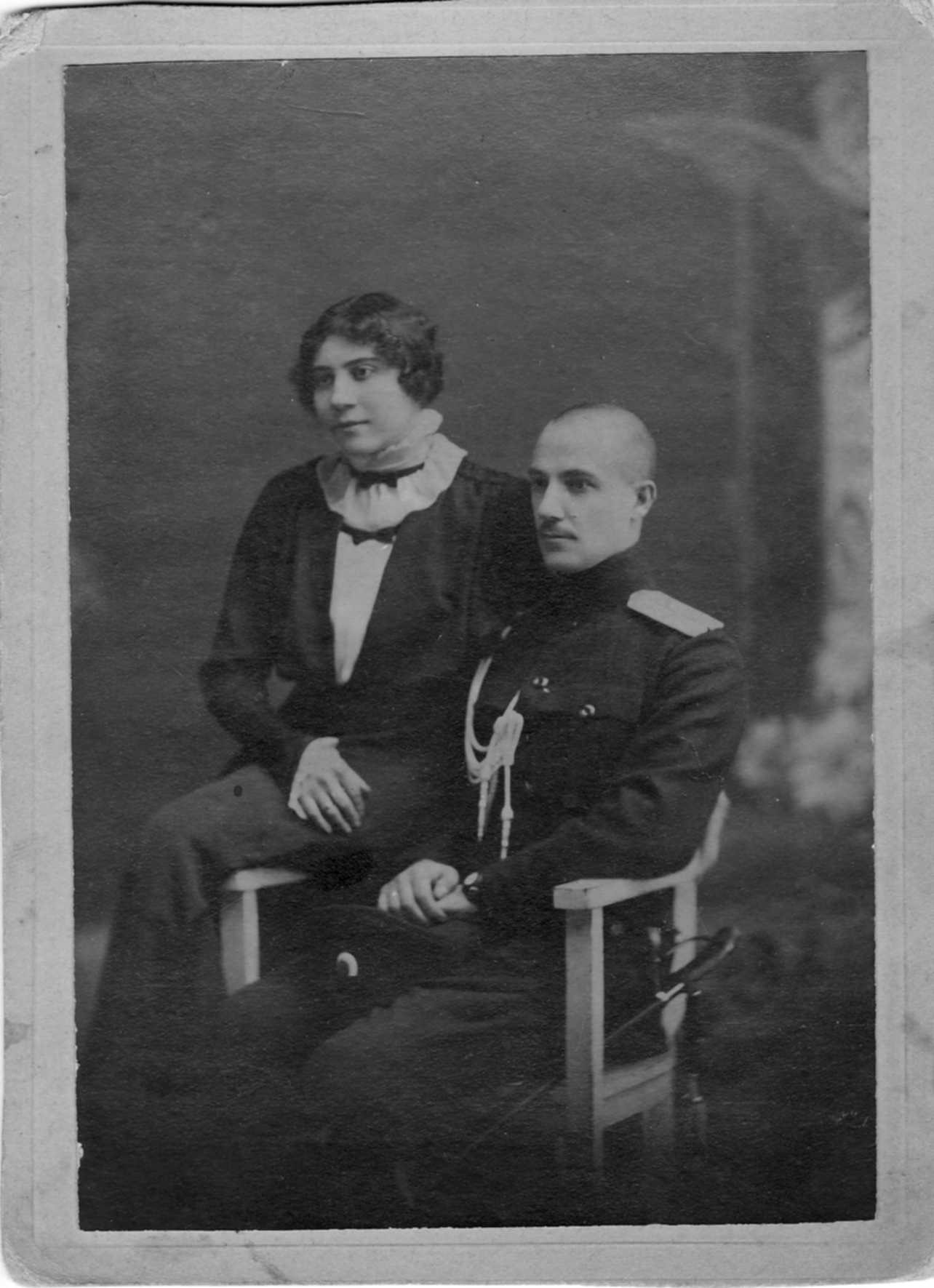
Н. Рогозинский с женой Екатериной Васильевной

28 (15) августа Рогозинский рассказал о решениях принятых на съезде на нелегальном совещании большевиков 3-го Сибирского корпуса в поселке Мире.
27 октября 1917 года в Минске на совместном заседании Северо-западного областного комитета РСДРП(б), большевистских фракций Минского совета и фронтового комитета был сформирован Военно-революционный комитет Западного фронта и Западной области (ВРК) в него в том числе избран в качестве заместителя председателя Рогозинский (председатель ВРК К. И. Ландер).
В первые дни ноября 1917 года избран председателем совета солдатских депутатов 2-й армии. Польский социалист Вацлав Сольский характеризует Рогозинского как поляка по национальности и члена Польского социалистического объединения.
В ноябре 1917 года был избран во Всероссийское учредительное собрание в избирательном округе Западного фронта по списку № 9 (большевики). Участвовал в единственном заседания Учредительного собрания 5 января 1918 года.
26 ноября (9 декабря) 1917 года окончательно оформилась Западная область, в которой создан объединённый Исполком Советов рабочих, солдатских и крестьянских депутатов (Облиспкомзап), его председателем избран Н. В. Рогозинский. Занимал эту должность по 17 (30) января 1918 года.
Могилевский Совет избрал особый Военно-революционный комитет Ставки. В него входил Н. В. Рогозинский, Р. И. Берзин и другие. Комиссары этого ВРК, «проникши во все отделы Ставки, взяли в свои руки непосредственный контроль над действиями бывших начальников отделов и не пропускали ни одной бумажки без подписи и просмотра». 11 декабря 1917 при Ставке в Могилёве начал работу Общеармейский съезд. Съезд переименовал ВРК при Ставке в Центральный Комитет действующих армий и флота (Цекодарф). Н. В. Рогозинский был избран председателем Цекодарфа.
C 16 декабря 1917 по 1918 председатель ЦК действующей армии и флота.
После того, как в марте-апреле 1918 года руководство и учреждения Западного фронта были переведены в Тамбов, Рогозинский переехал туда вместе с ними. Участвовал в политической жизни Тамбова и Тамбовской губернии. В мае — июле 1918 года председатель Тамбовского губернского комитета РКП(б).
26 июня встречался с В. И. Лениным по вопросу о политическом и экономическом положении Тамбовской губернии, оставлен в распоряжении Центрального комитета (ЦК). 9 или 10 июля 1918 года присутствует на встрече Ленина с группой петроградских рабочих, которых вождь агитирует ехать в Тамбовскую губернию укреплять Советскую власть. В качестве «представителя Тамбовского губкома РКП(б)» Рогозинский характеризует обстановку в стране, говорит о трудностях борьбы с кулачеством за хлеб в Тамбовской губернии, о необходимости организовать бедноту.
В 1918—1920 годах на различных комиссарских должностях в РККА.
6 мая 1919 на I Всероссийском съезде работников внешкольного образования в Колонном зале Дома союзов выступил против независимости Пролеткульта от Наркомпроса
В 1923 году на партийной работе в Смоленске. 17-24 апреля 1924 года делегат XII-го съезда РКП(б) с правом решающего голоса от Смоленской парторганизации

В 1924 назначен членом Сибирского бюро ЦК РКП(б). Был заведующим организационно-распределительным отделом Сиббюро ЦК. 11 мая 1924 года первый пленум Сибирского краевого комитета утвердил Рогозинского в качестве руководителя орграспредотдела, одного из трех отделов Сибкрайкома. 19 июня 1924 года Н. В. Рогозинский отправлен в полуторамесячный отпуск «с правом выезда из Сибири», а с 1 сентября 1924 года окончательно откомандирован в распоряжение ЦК РКП(б). Именно 19 июня выступил против отправки дополнительного воинского соединения в Якутию. Он сказал, что Якутский обком 
систематически и настойчиво требовал полной эвакуации красноармейских (не национ[альных]) частей как излишних и оказавшихся небоеспособными в условиях севера. <...> Теперь же, Якутобком настаивает на присылке нашей роты, которую хочет к тому же поставить в худшие условия по сравнению с нацчастями
В 1925 ответственный инструктор ЦК РКП(б). 27-29 апреля 1925 года делегат XIV-й конференции РКП(б), 18-31 декабря 1924 года делегат XIV-го съезда BКП(б) с правом совещательного голоса как ответственный инструктор ЦК РКП(б)
В 1925 году выезжал в Архангельск, где в качестве инструктора ЦК ВКП(б) вёл переговоры с норвежскими концессионерами, лесопользвателями Архангельской области.
29 марта 1930 года занял должность торгового представителя СССР в Норвегии.
5 июня 1932 года освобождён от обязанностей торгового представителя СССР в Норвегии.
С 1933 – заместитель начальника политотдела ЮВЖД.
О последних 9 годах жизни Н. В. Рогозинского ничего неизвестно. Скончался в 1941 году.

## Награды
- Орден Святой Анны 4-й ст. с надписью «За храбрость» (ВП 23.07.1915)
- Орден Святого Станислава 3-й ст. с мечами и бантом (ВП 20.10.1915)
- Орден Святой Анны 3-й ст. с мечами и бантом (ВП 12.12.1915)
- Орден Святого Станислава 2-й ст. с мечами (ВП 19.01.1917)

## Публикации
- В 3-м Сибирском полку // В борьбе за Октябрь в Белоруссии и на Западном фронте: воспоминания активных участников Октябрьской революции / Ин-т истории партии ЦК КП Белоруссии — филиал Ин-та марксизма-ленинизма при ЦК КПСС. — Мн.: Госиздат БССР, Ред. полит. лит., 1957. — 372 с.
- Рогозинский Н. [В.] Наши задачи в связи с ленинским призывом // Известия Сиббюро ЦК. Новониколаевск, 1924. № 67-68. С. 19-24

## Семья
- Жена — Екатерина Васильевна[2].
- Отец — Владимир Флорианович Рогозинский ((1844[26]) 1849—14 мая 1906[27]), подполковник в отставке, скончался от мозгового кровоизлияния. Похоронен в селе Красково[27]. Владимир Флорианович был женат, как минимум, дважды. Его первая жена была Нелли Заляско[28], вторая — Евдокия Григорьевна (Трифоновна?[28]), урождённая Афанасьева, причем обвенчался он с ней за пять лет до смерти, 7 января 1901 года[1]. Таким образом, утверждать, кто именно является матерью его детей, мы не можем.
  - Брат — Александр Владимирович Рогозинский, капитан лейб-гвардии Константиновского полка. Остался в РСФСР. В 1921 году выпускник Военно-технической академии, преподавал в кавалерийской школе. Жена М. В. Рогозинская. 25 января 1931 — арестован как «участник контрреволюционной офицерской организации константиновцев» (операция «Весна»), приговорен к 3 годам ссылки в село Колпашево Томского округа. Занимался статистикой в кооперативе. Получил отказ в пересмотре дела в апреле 1932[29].
  - Брат — Константин Владимирович Рогозинский[30]
  - Сестра — Лидия Владимировна Рогозинская[31]
  - И ещё один брат или сестра[31] — возможно, прапорщик лейб-гвардии Измайловского полка Пётр Владимирович Рогозинский, оставшийся в в СССР, рабочий торгового порта в Ленинграде. Репрессирован в 1931 по делу «Весна» («измайловец»)[32]

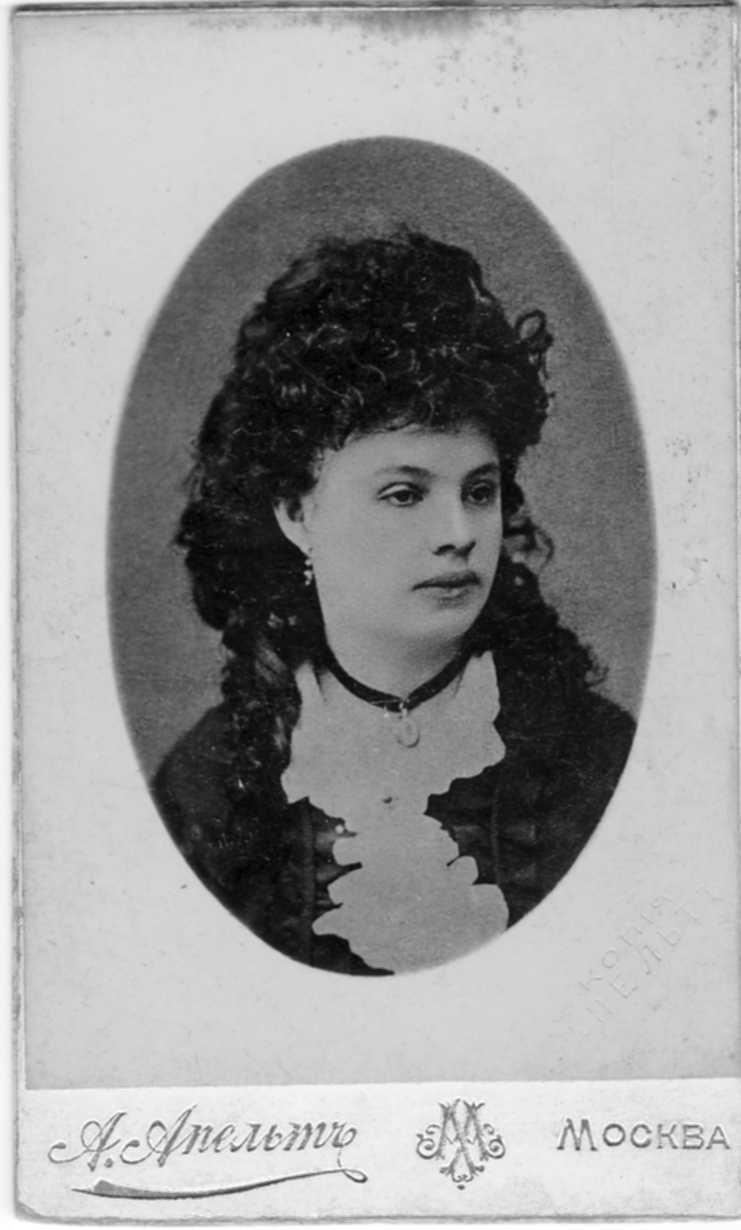
Нелли Залязко, первая жена подполковника Владимира Рогозинского
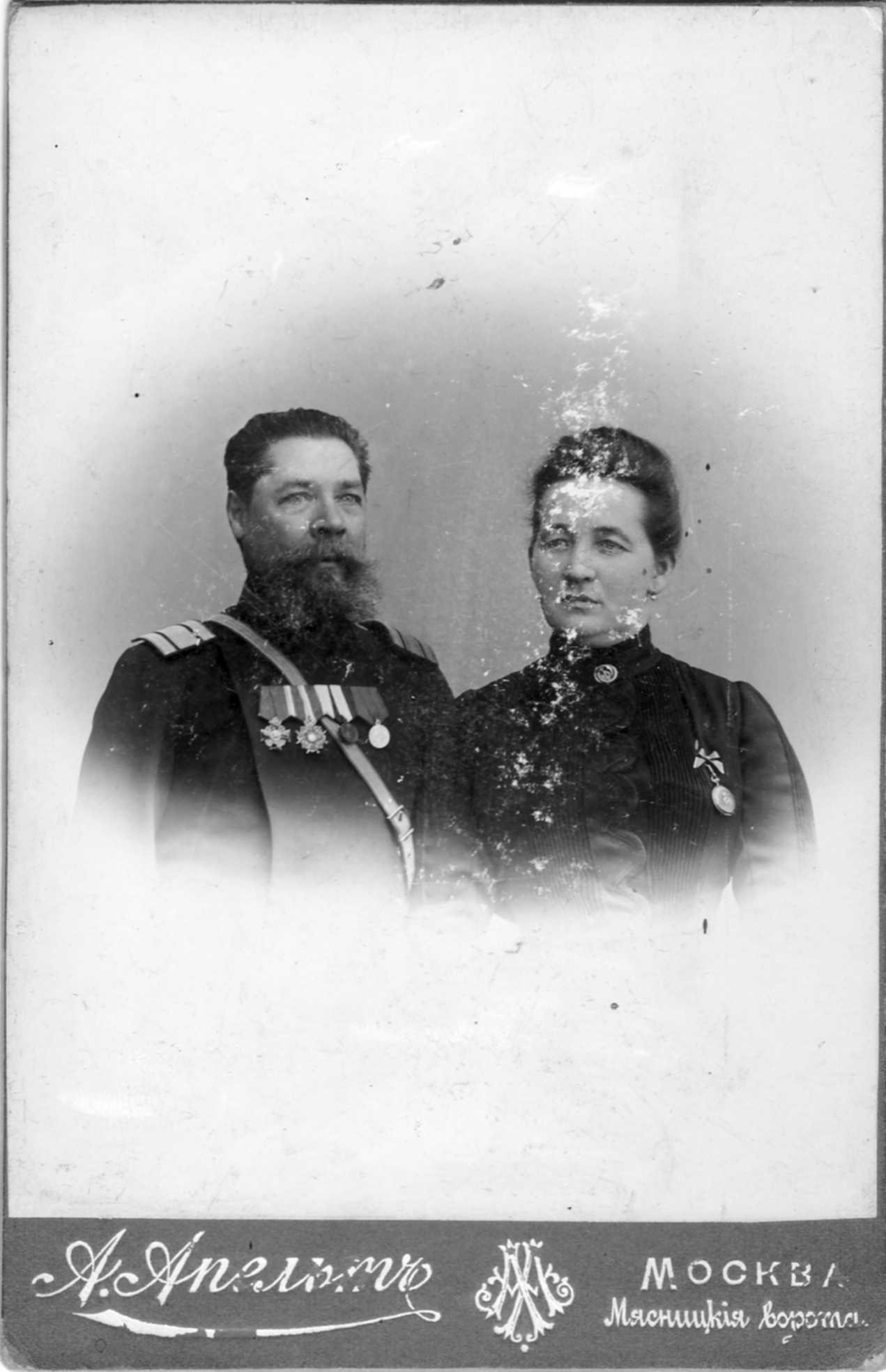
Подполковник В. Ф. Рогозинский и его жена Евдокия, урождённая Афанасьева, вероятно, 1901 г.
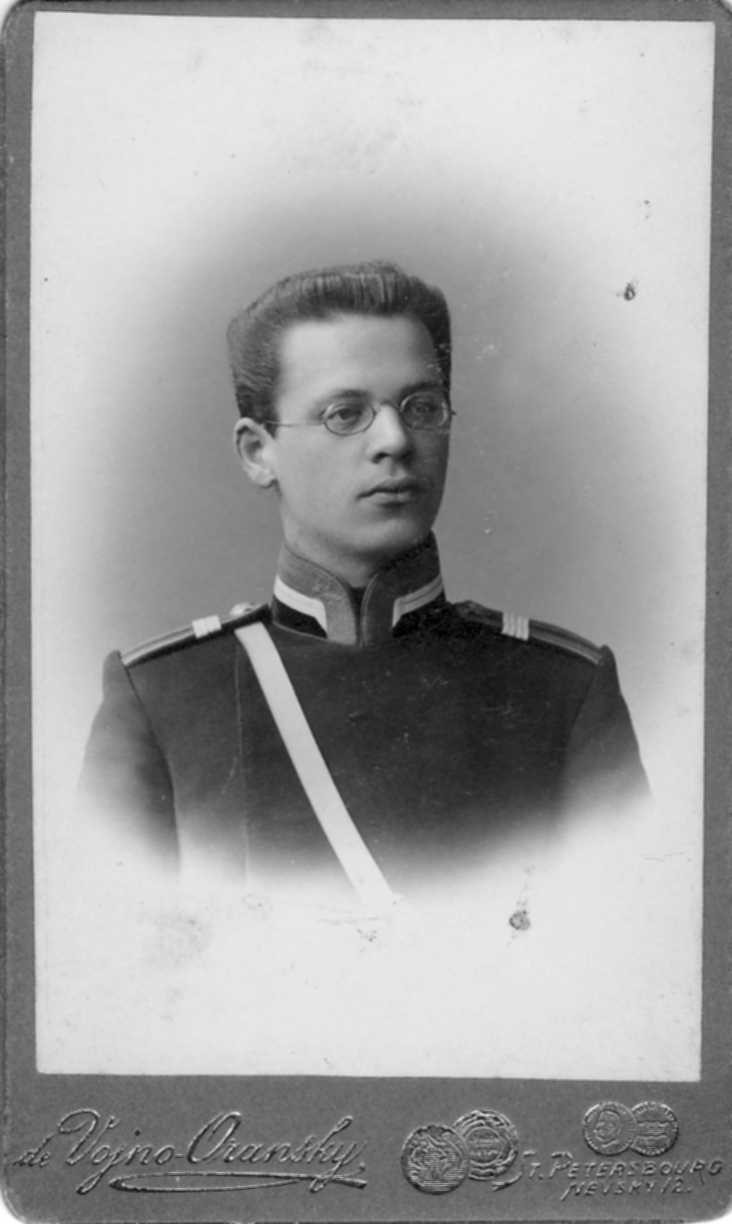
Брат Александр, юнкер Константиновского артиллерийского училища, 1906 г.
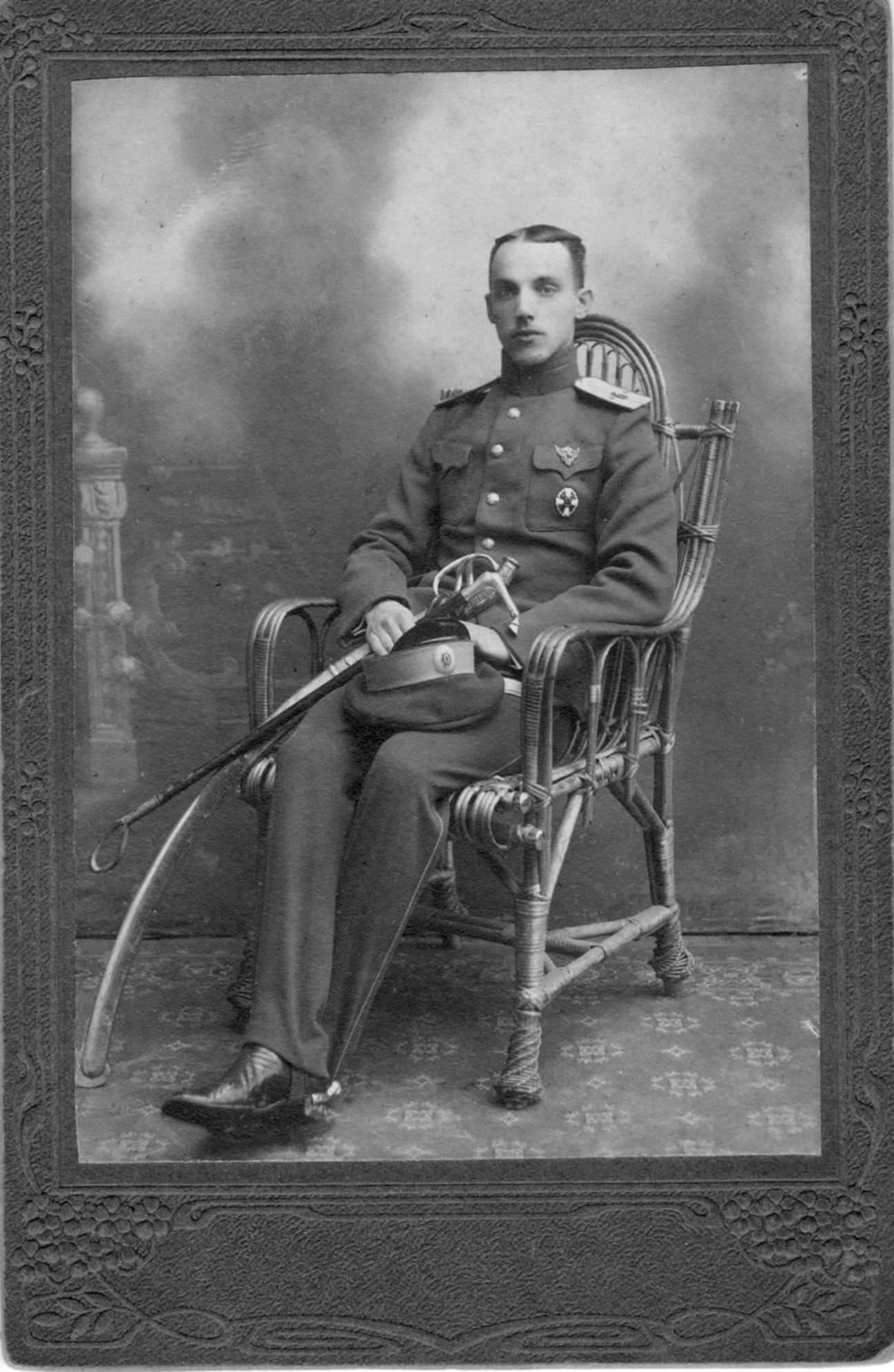
Брат Константин, вероятно, после 1914 года

## Комментарии
1. ↑  Несомненно, что революционная деятельность Рогозинского началась задолго до 1917 года. Ряд источников утверждает, что он был членом партии эсеров[4]
2. ↑  Биография Рогозинского на сайте "Хронос" сообщает "Впоследствии член ЦК РКП(б)[5]". Это очевидная ошибка, нигде указаний на членство Рогозинского в ЦК нет (Смотри списки ЦК РКП(б)/ВКП(б) на сайте "Справочник по истории Коммунистической партии и Советского Союза 1898 - 1991"[17]). Очевидно, речь о том, что он был сотрудником ЦК РКП(б), а именно ответственным инструктором ЦК РКП(б).